# Schip (transportmiddel)

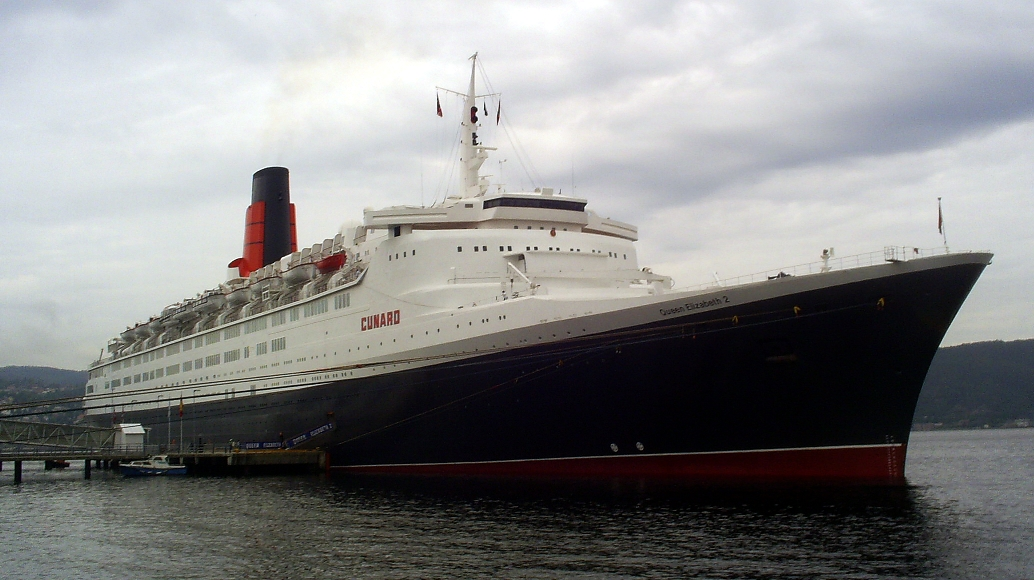
Cruiseschip Queen Elizabeth 2

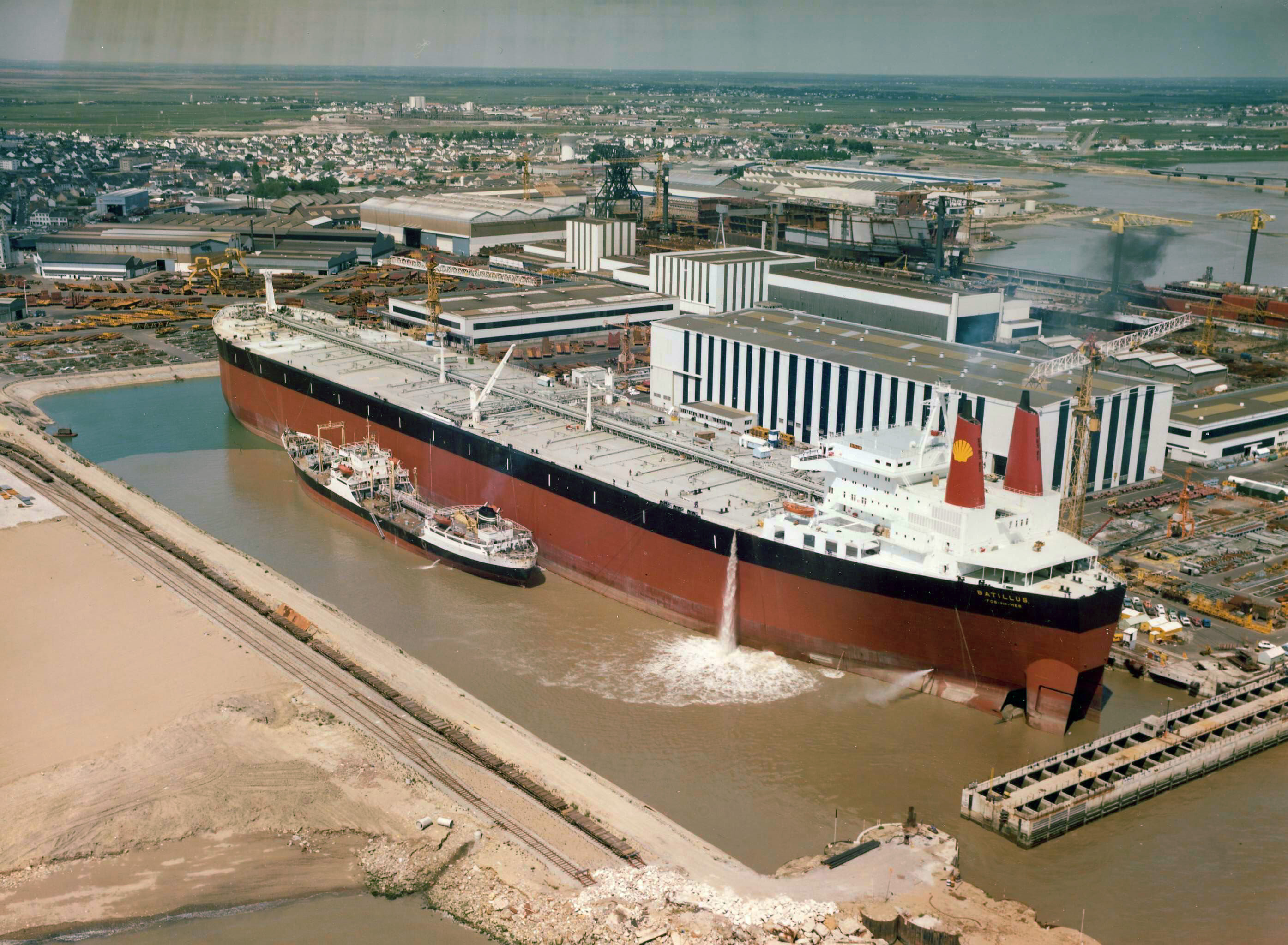
Tanker Batillus

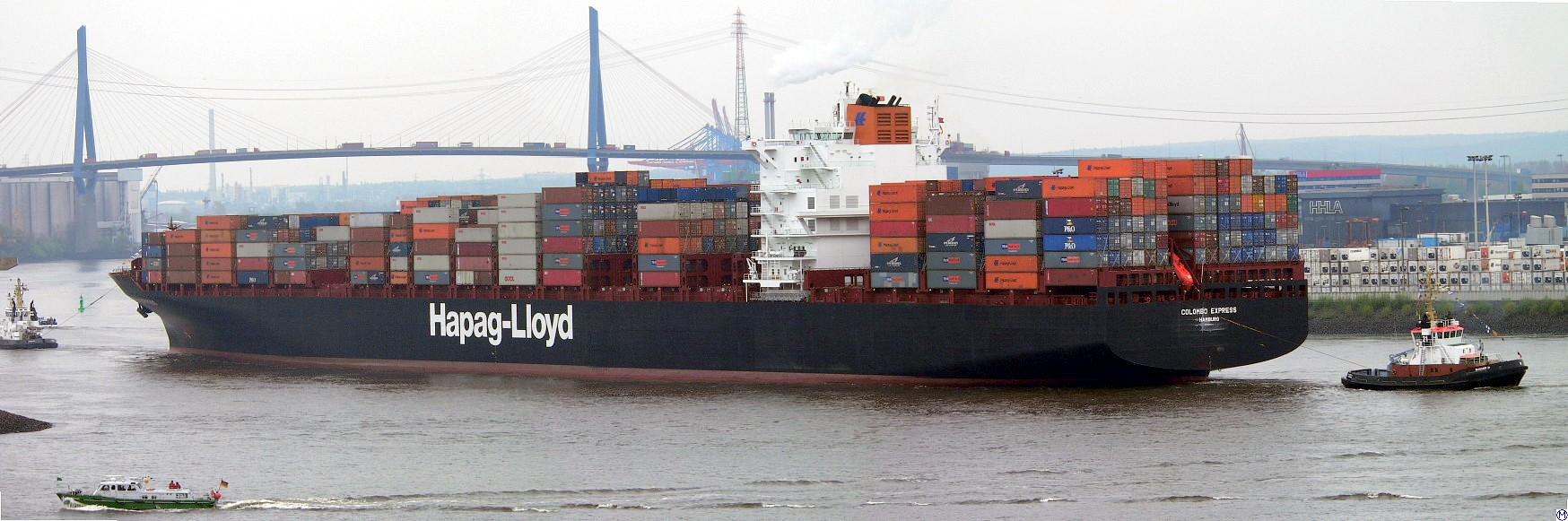
Containerschip Colombo Express

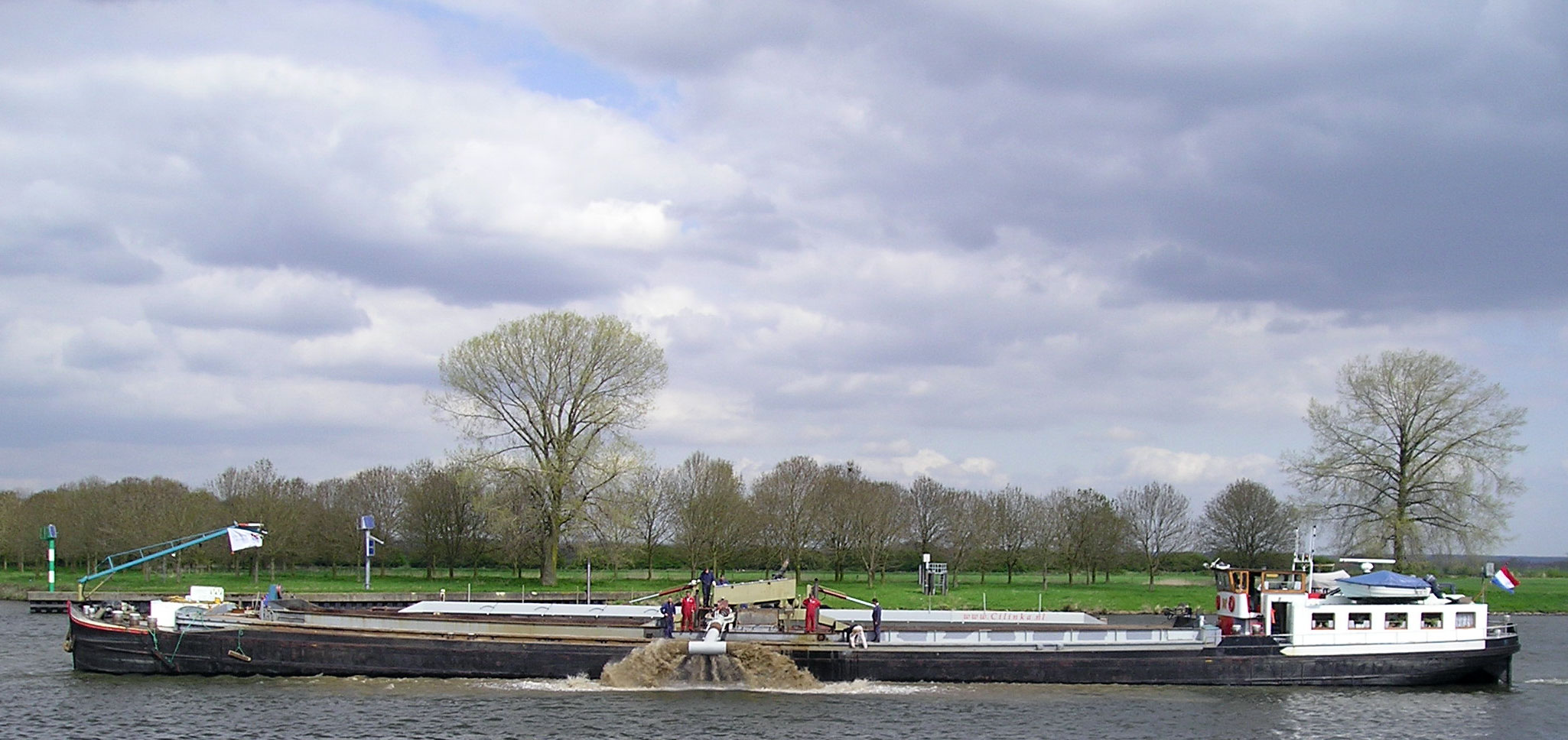
Binnenvaartschip Cilinka

Een schip is een vervoermiddel voor transport over wateroppervlakken. Het belangrijkste kenmerk van een schip is het drijfvermogen, dat bij waterverplaatsende schepen, de meest voorkomende scheepsvorm, wordt geleverd door de romp. Deze constructie zorgt voor de sterkte en waterdichte afsluiting van een schip.
Naargelang de functie van een schip worden er eisen gesteld aan de hydrostatische en hydrodynamische eigenschappen. Voldoende stabiliteit is een voorbeeld van het eerste, terwijl weerstand, zeegangsgedrag en manoeuvreerbaarheid voorbeelden zijn van het laatste.
Van groot belang is verder de keuze van de voortstuwing. Al deze zaken komen naar voren in de scheepsbouwkunde, de discipline die zich bezighoudt met het ontwerp, de bouw en de reparatie van vaartuigen.

## Scheepsbouwkunde

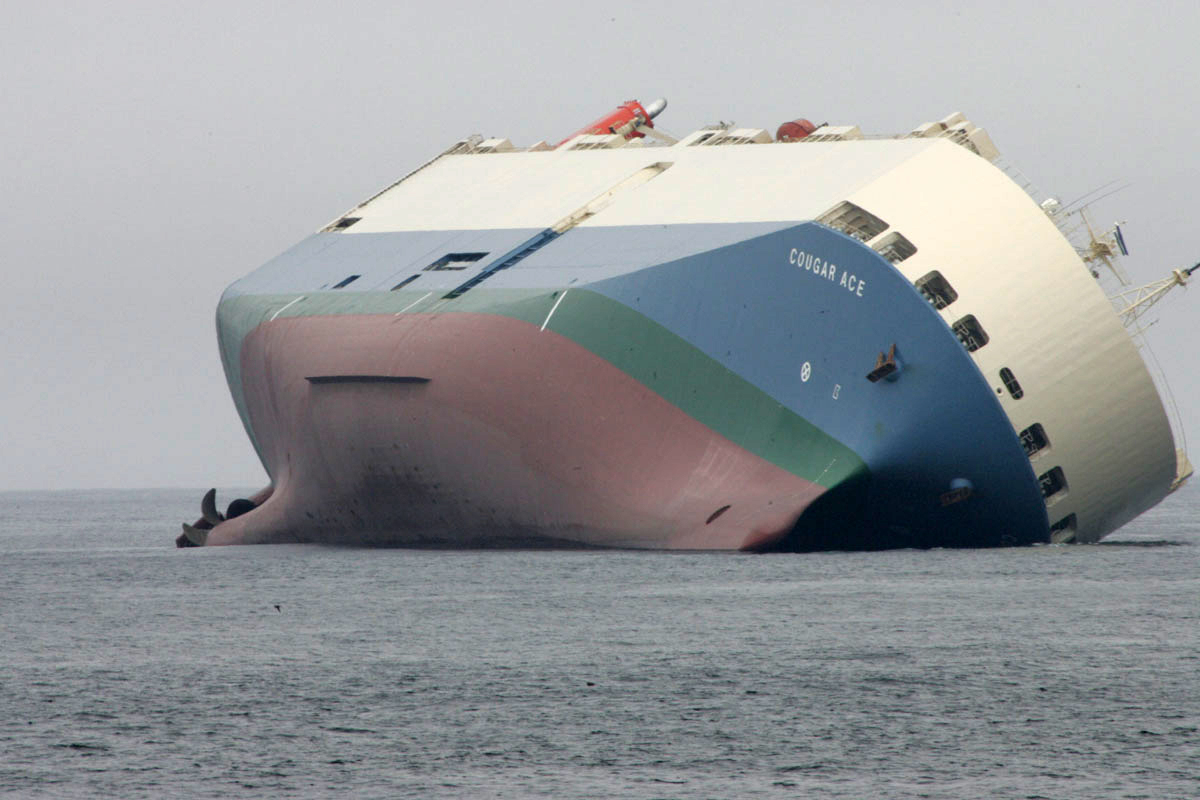
De Cougar Ace met een slagzij van 60° door verlies van stabiliteit tijdens ballastwateruitwisseling.

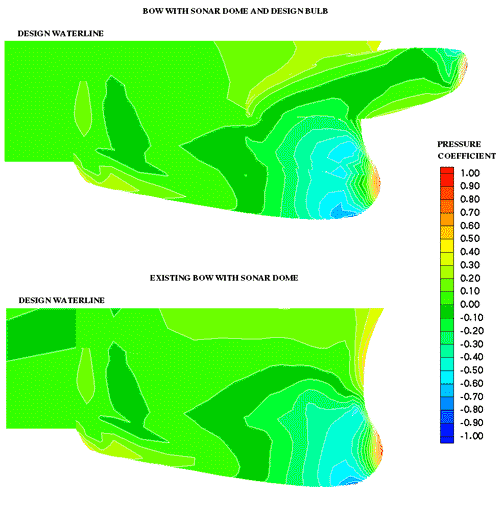
Met CFD berekende druk van het stromingsveld rond de boeg van de DDG-51 met en zonder bulb, bij 20 knopen.

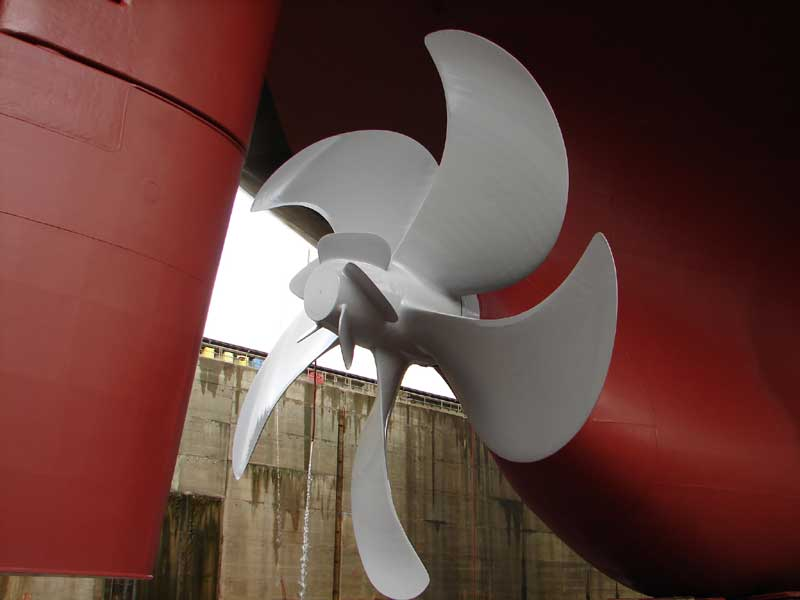
De schroef van de Sokoto, uitgerust met schroefnaafvinnen.

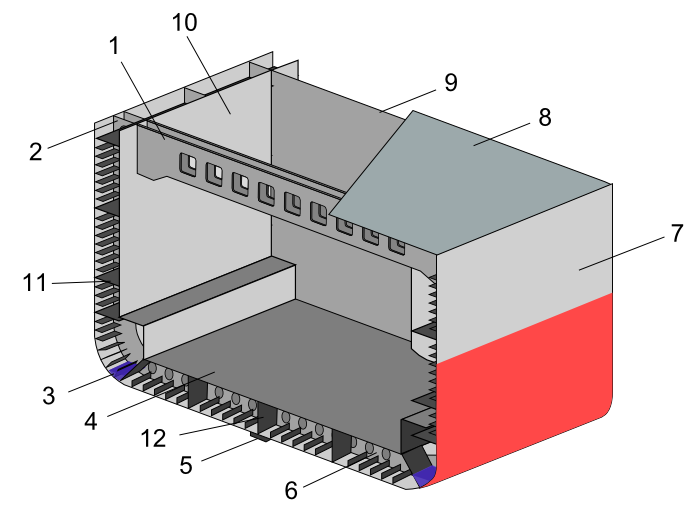
Dwarsdoorsnede van het langsspantensysteem.

Bepalende factoren bij het ontwerp van een schip zijn:
1. type schip (enkelromps, meerromps, ...);
2. snelheid;
3. draagvermogen;
4. ruiminhoud;
5. soort voortstuwing (zeilen, motor, ...);
6. actieradius;
7. aantal passagiers;
8. beperkingen in afmetingen.

Sommige van deze factoren werken elkaar daarbij tegen. Zo is een grotere lengte gunstig voor de snelheid, maar een grotere breedte gunstig voor de stabiliteit. Elk ontwerp is dan ook een compromis.

### Hydrostatica
Het drijfvermogen van een schip wordt verklaard door de Wet van Archimedes. De opwaartse kracht is afhankelijk van het volume van het onderwaterschip en de dichtheid van het water. Het uiteindelijke gewicht of deplacement van het schip is afhankelijk van de lengte, breedte, de blokcoëfficiënt en de maximale diepgang van het schip. De laatste wordt aangegeven met het uitwateringsmerk. Om het draagvermogen zo groot mogelijk te maken, zal het gewicht van het ledig schip zo laag mogelijk gehouden worden.

#### Stabiliteit
Stabiliteit is de mate waarin een schip zichzelf weer op kan richten na uit zijn evenwicht te zijn gebracht. Om voldoende stabiliteit te waarborgen, mag het zwaartepunt van een schip niet te hoog liggen, in ieder geval niet boven het metacentrum. Niet alleen in statische toestand moet er voldoende stabiliteit zijn, maar ook zodra er uitwendige krachten als bijvoorbeeld wind op het schip werken en ook na averij. Naast eisen aan de aanvangsstabiliteit worden er dan ook eisen gesteld aan de dynamische stabiliteit en de lekstabiliteit.

### Hydrodynamica
De vorm van de romp wordt niet alleen bepaald door de functie, maar ook door hydrodynamische aspecten. Hiermee wordt geprobeerd de weerstand te minimaliseren in vlakwater, maar ook tijdens zeegang. Bij lagere snelheid wordt deze weerstand voornamelijk veroorzaakt door de wrijvingsweerstand, bij hogere snelheid wordt de golfweerstand groter. De scheepsvorm heeft ook invloed op zeegangsgedrag en manoeuvreerbaarheid. Ontwerpen kunnen voor al deze zaken worden geoptimaliseerd in een sleeptank, hoewel onder andere door schaaleffecten vooral bij onconventionele ontwerpen het effect op ware grootte anders kan uitpakken.

### Voortstuwing
Aan de hand van de weerstand van de romp kan bepaald worden hoe groot het voortstuwingsvermogen moet worden om de ontwerpsnelheid te kunnen halen. De voortstuwing kan op verschillende manieren plaatsvinden:
- door de stroming van het water (bijvoorbeeld gierpont) en stevelen (met stroom mee drijven),
- door spierkracht (roeien, peddelen, jagen, wrikken en bomen)
- door de wind (zeilen)
- door motoren (stoommachines, stoomturbines, verbrandingsmotoren, gasturbines, elektrisch, kernenergie of een combinatie zoals diesel-elektrisch).

De meest gebruikte vorm van voortstuwing is tegenwoordig een dieselmotor die een of meer schroeven aandrijft.

### Hulpbedrijf
Het hulpbedrijf dient ter ondersteuning van de voortstuwing, de zeewaardigheid, het ladingbedrijf en de energievoorziening voor de functies van het schip. Elektriciteit wordt geleverd door generatoren die over het algemeen worden aangedreven door een hulpdieselmotor, eventueel ook door een asgenerator. Dit vermogen kan variëren van relatief gering tot vergelijkbaar met het voortstuwingsvermogen, zoals bij cruiseschepen, baggerschepen en offshoreschepen.

### Constructie
De constructie zorgt voor de sterkte en waterdichte afsluiting van een schip. Daarnaast verdeelt deze het schip naar verschillende functies, zoals de laadruimen, de tanks voor de brandstof en ballastwater, de machinekamer voor het hoofd- en hulpbedrijf en de accommodatie voor het verblijf van de bemanning. Voor grotere schepen heeft het langsspantensysteem tegenwoordig het dwarsspantensysteem grotendeels vervangen.
Andere belangrijke onderdelen van de constructie zijn het roer en eventueel een bulbsteven die de golfweerstand moet verminderen. Onder andere cruiseschepen zijn voorzien van stabilisatoren, waardoor het schip minder slingert als het vaart maakt.

## Exploitatie
De exploitatie van een schip is het uitbaten van een schip om hiermee winst te behalen in het geval van de koopvaardij of visserij of het waarborgen van de taken ter bescherming van de belangen van het land van de desbetreffende marine.

### Koopvaardij

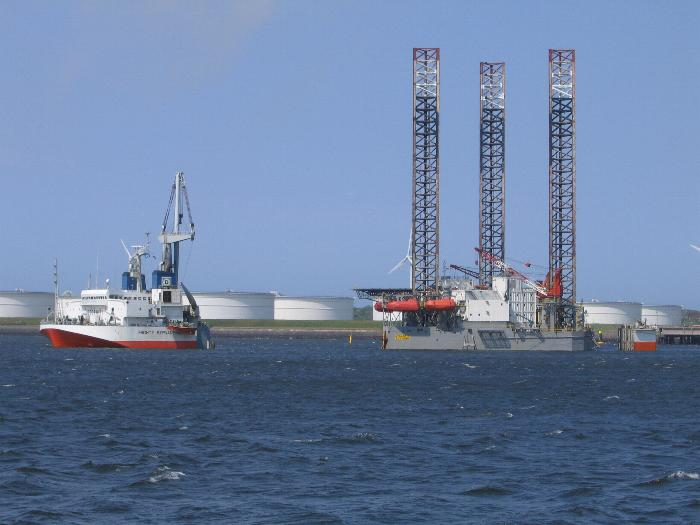
De Mighty Servant 3 afgezonken om een jack-up te laden.

Hoewel er in de koopvaardij een groot aantal verschillende scheepstypen zijn, worden ze over het algemeen ingezet in een van de vijf voornaamste takken.

#### Lijnvaart
De lijnvaart, vroeger veel passagiers- en postschepen, maar sinds de opkomst van de luchtvaart vooral containerschepen en veerboten, onderhoudt regelmatige diensten tussen zeehavens, dikwijls over de gehele wereld verspreid.

#### Cruisevaart
De cruisevaart is ontstaan uit de passagiersvaart, waar dit aanvankelijk werd gebruikt als invulling van het laagseizoen in de lijnvaart. Als resultaat van de opkomst van het vliegtuig, die de lijndiensten van passagiersschepen niet langer rendabel maakte, ontwikkelde zich de cruisevaart. Cruiseschepen zijn tegenwoordig feitelijk drijvende vakantiehotels die naar mooie gedeelten van de wereld varen. Zij varen over het algemeen 's nachts, en leggen overdag aan in een haven waar de passagiers aan wal kunnen gaan.

#### Bedrijfsrederijen
Een aantal bedrijven die een grote behoefte aan scheepsruimte hebben voor het vervoer van hun grondstoffen of eindproducten, heeft eigen schepen in de vaart, zoals oliemaatschappijen, hoogovens en autofabrikanten. Zij hebben over het algemeen de gehele exploitatie in handen, van het scheepseigendom, het operationele beheer tot de bevrachting. Om flexibeler te kunnen reageren op veranderende marktomstandigheden, hebben veel bedrijven dit de laatste decennia grotendeels uit handen gegeven aan zogenaamde independents. De wetgeving in de Verenigde Staten over olievervuiling geeft de reder een onbegrensde aansprakelijkheid, zodat oliemaatschappijen hier niet meer met hun eigen schepen varen.

#### Werkschepen
Werkschepen vervoeren vrijwel geen lading, afgezien van bevoorradingsschepen. Het zijn schepen die andere schepen, de offshore of de haveninfrastructuur ondersteunen, zoals sleepboten en baggerschepen.

#### Wilde vaart
In de wilde vaart varen schepen overal waar ladingaanbod is. Het zijn vooral tankers en bulkcarriers, maar ook kustvaarders, roll-on-roll-offschepen en kleine containerschepen. De wilde vaart heeft daarmee het grootste aandeel in de koopvaardij. Ook schepen voor bijzondere transporten vallen over het algemeen onder deze categorie, zoals zwareladingschepen en yacht carriers.

### Visserij

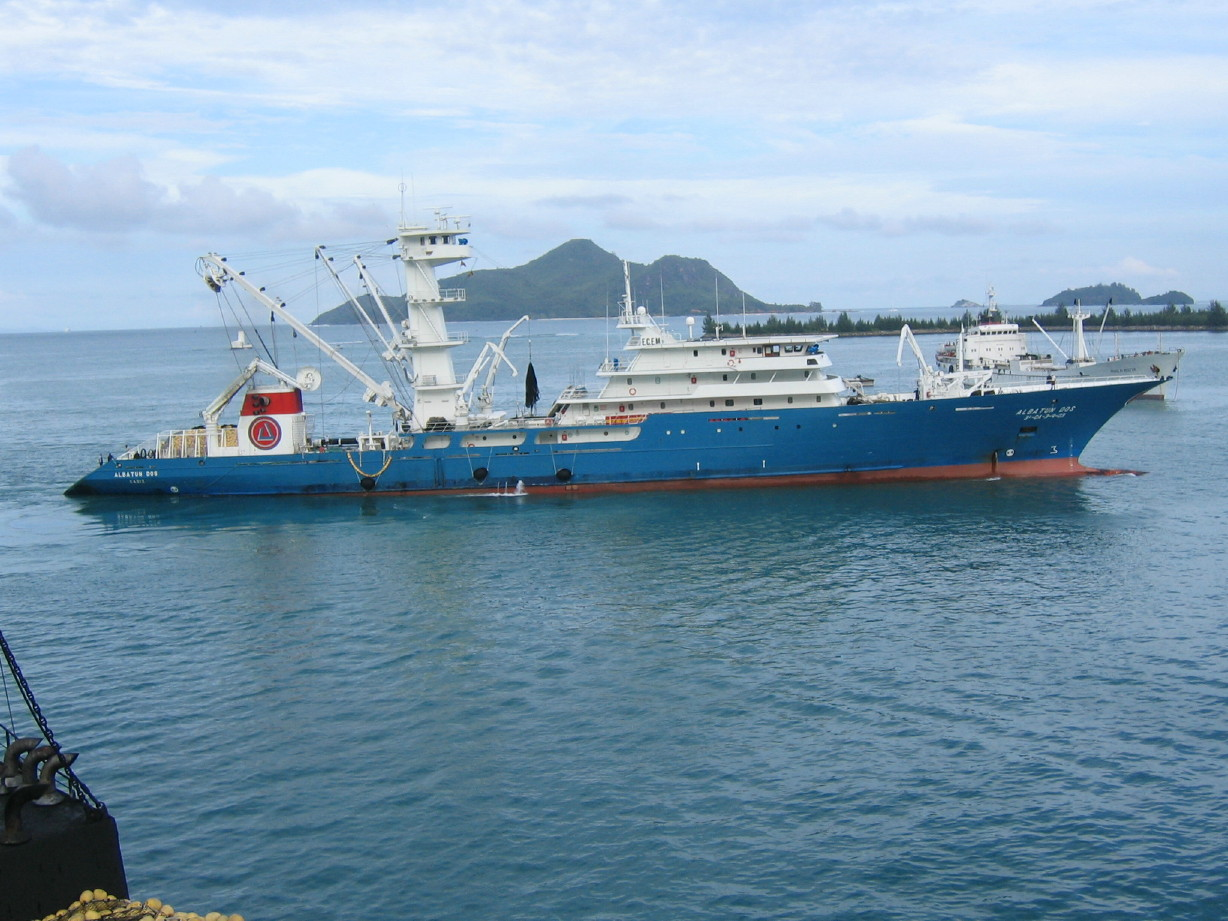
De Spaanse Albatun Dos die met ringzegennet bij Victoria op tonijn vist.

De visserij onderscheidt zich van de koopvaardij doordat het voornaamste werk niet in de haven, maar op zee plaatsvindt in zeer wisselende weersomstandigheden. Er worden dan ook aparte wettelijke eisen aan gesteld. Van de zo'n vier miljoen vissersschepen bestaat twee derde uit kleine scheepjes zonder dek, merendeels in Azië. Slechts zo'n één procent bestaat uit schepen groter dan 100 GT of 24 meter, waarvan de helft Chinees is. De Voedsel- en Landbouworganisatie van de Verenigde Naties onderscheidt verschillende typen vissersschepen aan de hand van verschillende vangstmethodes:
- Fuik (trap setters);
- Hengel (handliners);
- Kieuwnet (gillnetters);
- Kornet (dredgers);
- Kruisnet (lift netters);
- Multipurpose-schip;
- Sleepnet/zegennet (trawler-purse seiners);
- Vislijn (line vessels);

### Marine
Bij de hedendaagse marine worden schepen meestal verdeeld in de drie belangrijkste groepen:
- Schepen die hoofdzakelijk het gevecht aangaan met van hun dek gelanceerde vliegtuigen, zoals vliegdekschepen;
- Schepen die vooral met kanonnen en raketten vechten, zoals kruisers, torpedobootjagers en slagschepen;
- Schepen die voornamelijk vechten met onderwaterwapens als mijnen, torpedo's en dieptebommen, zoals onderzeeërs en torpedobootjagers.

### Binnenvaart

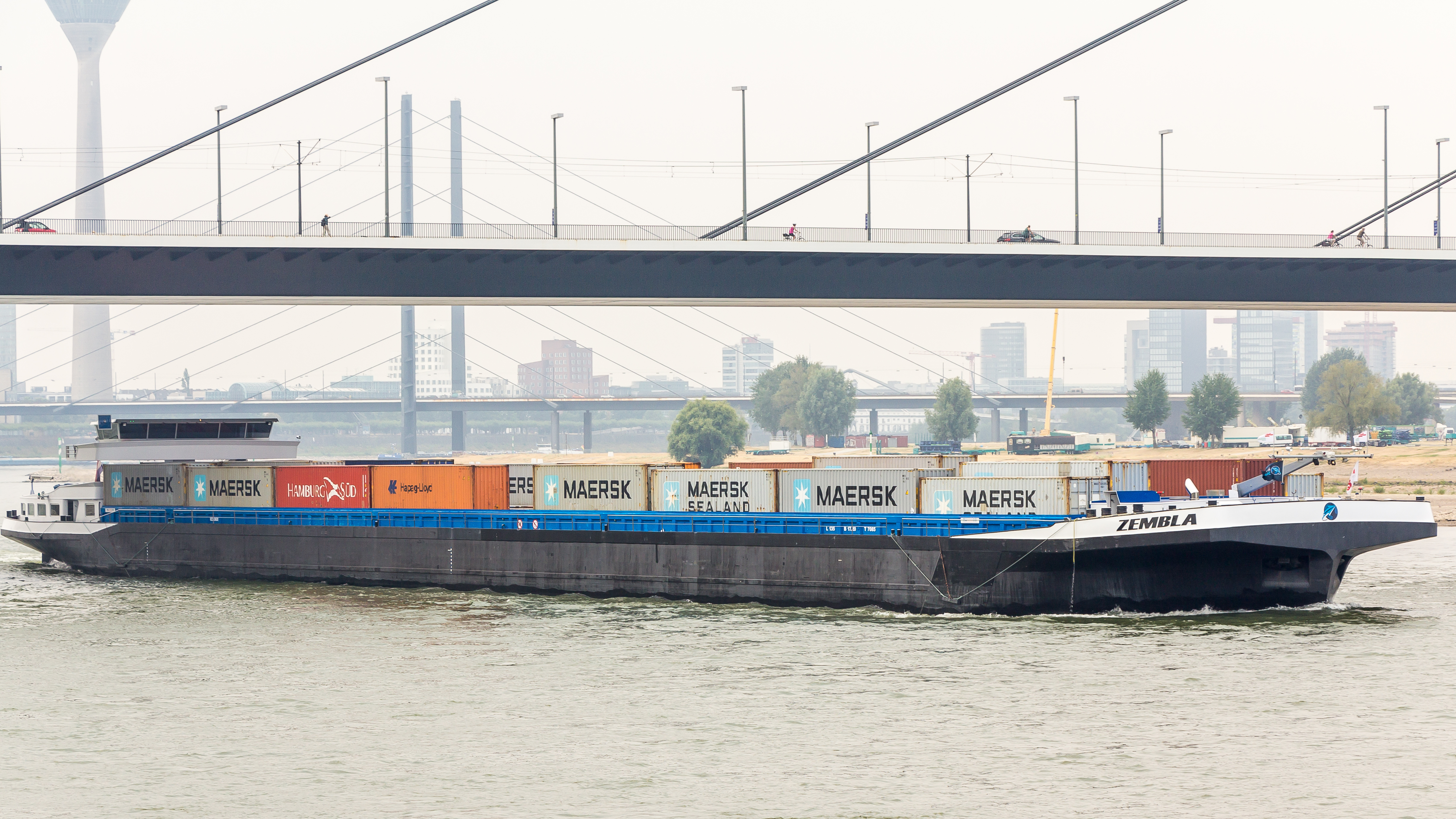
Een modern schip met containers

De binnenvaart bestaat uit onder meer drogeladingvaart, tankvaart, sleep- en duwvaart en passagiersvaart. In Nederland vindt zo'n 46% van het vervoer plaats via de binnenvaart, terwijl dat in Bangladesh 32% is, in de Verenigde Staten 14% en in China 9%.
- het aantal Nederlandse schepen voor beroepsmatig goederenvervoer bedraagt ca. 6.500
- het aantal Nederlandse schepen voor beroepsmatig personenvervoer (hotelschepen, zeilende chartervaart, fast ferries, rondvaartboten) bedraagt ca. 930[1]

Naast de beroepsvaart zijn er ook zo'n 2.700 Nederlandse binnenvaartschepen in de pleziervaart, voornamelijk Varend erfgoed.

### Recreatievaart
Het aantal pleziervaartuigen in Nederland wordt geschat op zo'n 300.000 schepen en bootjes. In Nederland worden daartoe ook de voormalige bedrijfsvaartuigen gerekend, die niet gesloopt zijn maar recreatief worden gebruikt. Onduidelijk blijft of in dit getal ook de schepen zijn opgenomen die niet meer varen, maar uitsluitend voor bewoning worden gebruikt.

## Regelgeving

### Internationale verdragen
Aanvankelijk was de regelgeving voor de scheepvaart beperkt en bepaalden eigenaren en kapiteins grotendeels hun beleid. Gedurende de negentiende eeuw begonnen landen regels op te stellen voor de eigen schepen en schepen die de eigen havens aandeden. Deze regelgeving groeide door het internationale karakter van de scheepvaart tot een wirwar van nationale en internationale verdragen. In de twintigste eeuw is men begonnen dit te harmoniseren, waartoe na de Tweede Wereldoorlog de IMCO, later IMO werd opgericht. Problematisch hierbij is dat de IMO geen wetgevende macht heeft. Deze ligt bij de vlaggenstaten, die er voor kunnen kiezen verdragen te negeren. Eigen wetgeving van de VS en de EU buiten de IMO om ondermijnen dit verder. Daarnaast besteden goedkope vlaggen de inspectie uit aan onderling concurrerende classificatiebureaus. De belangrijkste verdragen voor de zeevaart zijn SOLAS en MARPOL. Exploitatie van een zeeschip is slechts mogelijk onder de vlag van een vlaggenstaat. De nationaliteit wordt geregeld met een zeebrief.
Internationale verdragen werden binnen de Europese binnenvaart al veel eerder afgesloten, met onder meer de op 17 oktober 1868 afgesloten Akte van Mannheim, die de vrije scheepvaart op de Rijn regelt.

### Classificatiebureaus
Classificatiebureaus zijn niet-gouvernementele organisaties die van oudsher het casco en de machinerie van schepen inspecteren. Zij geven ook regels en voorschriften uit voor de bouw en uitrusting van schepen. Deze schepen krijgen een klasseteken en worden in een register opgenomen. Op die manier hebben reders, verschepers en verzekeraars een waarborg voor betrouwbare constructie. Het eerste classificatiebureau was Lloyd's Register, opgericht in 1760. Daarmee liep het ruim voor op de eerste wetgeving op dat gebied.

## Bemanning
Sinds de opkomst van motorschepen valt de bemanning van koopvaardijschepen te onderscheiden in drie diensten die onder de kapitein vallen. De dekdienst onder de eerste stuurman zorgt voor de navigatie, veiligheid, belading en onderhoud aan het schip. De machinedienst onder de hoofdwerktuigkundige onderhoudt de motoren en werktuigen. De civiele dienst onder de hofmeester verzorgt de huishoudelijke werkzaamheden; wel wordt tegenwoordig de term hofmeester niet meer gebruikt op zee. Op cruiseschepen is er sprake van een hotelmanager en een heel scala aan functies. Op conventionele schepen loopt er slechts een kok rond. En op kustvaarders met slechts vijf à zes man aan boord wordt deze taak waargenomen door een matroos. De grootte van de bemanning is sterk afhankelijk van de functie van het schip. Op een normaal vrachtschip werken 15 à 25 man. Op cruiseschepen tussen de 500 en 2500 man. Daarvan is een groot deel werkzaam in het hotelbedrijf. Op constructieschepen werken doorgaans een man of 300, met name specialisten voor bijvoorbeeld duikwerkzaamheden. Kenmerkend voor de scheepvaart in het algemeen is de grote verscheidenheid aan nationaliteiten aan boord. Tegenwoordig is het heel normaal dat er ook een of meer vrouwen aan boord werken, maar de meerderheid bestaat vooralsnog uit mannen.

## Onderhoud

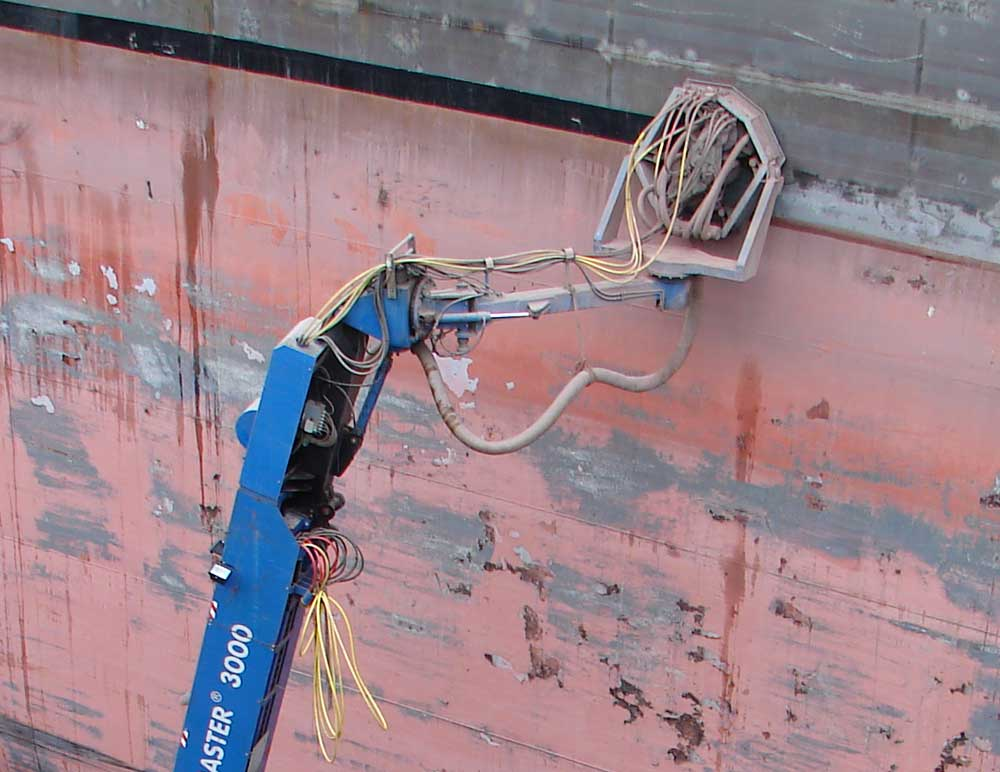
Stralen van de scheepshuid in een dok.

Onderhoud aan boord van schepen is te onderscheiden in curatief, preventief en predicatief onderhoud. Naarmate een schip complexer wordt, wordt de planning van het onderhoudswerk van groter belang. De noodzaak tot onderhoud ontstaat door intering, slijtage, cavitatie, corrosie en aanslag. Het onderhoud bestaat onder meer uit het in stand houden van het verfsysteem, en met name de laklaag. Met deze conservering worden schepen beschermd tegen corrosie door het zoute water, dat alle corrosieprocessen versneld. Dit geldt voor ballasttanks net zo goed als voor de scheepshuid. Een goede oppervlaktevoorbehandeling is essentieel om te zorgen dat een verfsysteem enkele tientallen jaren mee kan. Daarnaast wordt verf gebruikt als anti-aanslagmiddel om aanslag (en met name biologische aanslag) te verminderen, die de scheepsweerstand verhoogt.
Voor onderhoud en onderzoek voor de certificatie moet een schip regelmatig het dok in. Vaak is dit tweemaal in vijf jaar, tenzij er toestemming is voor onderzoek onder water (Underwater Inspection in Lieu of Dry Docking, UWILD).
Daarnaast moet er ook onderhoud gepleegd worden aan de motoren en werktuigen. Op de grotere schepen wordt het meeste onderhoud door de werktuigkundigen gedaan, terwijl het grotere onderhoudswerk op kleinere schepen wel wordt gedaan door walploegen. Door de voortgaande automatisering en het daardoor kleiner worden van bemanningen, wordt dit ook op grotere schepen steeds meer toegepast.
Bij overcapaciteit van scheepsruimte worden schepen wel opgelegd of tijdelijk buiten gebruik gesteld. Veelal gaat dit samen met allerlei technische maatregelen voor het behoud, waardoor een opgelegd schip niet direct vaarklaar is, maar wel snel vaarklaar gemaakt kan worden.

## Ladingbehandeling

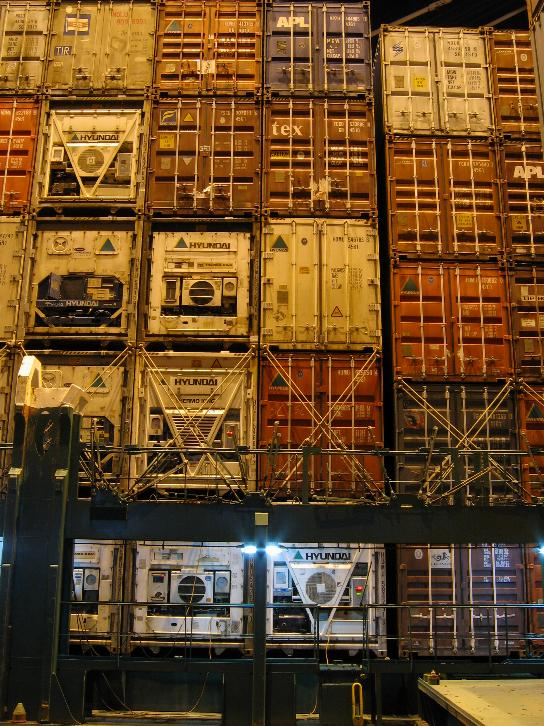
Verschillende soorten gevaarlijke stoffen kunnen niet zonder meer bij elkaar geplaatst worden, er worden eisen gesteld aan de segregatie hiervan.

Het laden, lossen en stuwen van de lading vindt plaats door de stuwadoor. Bij droge lading kan hierbij gebruik worden gemaakt van walkranen of van het eigen ladinggerei als dit aanwezig is. Van groot belang voor de zeewaardigheid hierbij is dat de lading goed gesjord wordt om overgaan te voorkomen. Bij de belading moet verder de stabiliteit, de dekbelasting en andere belastingen en eventueel de ventilatie in orde zijn.
Door de introductie van de container daalde de vrachtprijs ten opzichte van de andere productkosten dusdanig dat de globalisering mogelijk werd.
Voor koel- en vrieslading kan een schip uitgerust worden met een koelinstallatie, al kan dit ook plaatsvinden met behulp van koelcontainers. Koeling is niet alleen noodzakelijk voor etenswaren, maar bijvoorbeeld ook voor vloeibaar aardgas. Andere lading, zoals bitumen, moet juist verwarmd worden.
Gestorte lading wordt vaak geladen met behulp van transportband en gelost met grijpers. Omdat graan bij een niet geheel gevuld ruim of door inklinking eenvoudig kan overgaan met een grote slagzij tot gevolg, worden aan de belading hiervan aanvullende eisen gesteld. Ook concentraten kunnen door verpapping overgaan.
Ook vloeibare ladingen worden vaak in bulk vervoerd, waarbij de ladingbehandeling met behulp van pompen plaatsvindt. Het zijn vaak gevaarlijke stoffen als aardolie, benzine, diesel en nafta) en chemicaliën. Aan het vervoer en de belading worden dan ook wettelijke eisen gesteld.

## Verschil tussen schip en boot
Over het algemeen wordt met een schip een groter vaartuig bedoeld dan met een boot. Naast de roeiboot (die klein is) spreekt men van een roeischip, een groot historisch vaartuig met vele roeiers. Een schip kan wel een boot vervoeren (bijvoorbeeld een reddingssloep), maar het omgekeerde is onwaarschijnlijk.
Men spreekt echter wel van een sleepboot, veerboot, duikboot en een stoomboot, ook als deze groot zijn.

## Juridische betekenis
Afhankelijk van de doelstelling van wetgeving verschilt de definitie van het begrip schip daarin:
- Verdrag van de Verenigde Naties inzake voorwaarden voor de registratie van schepen (United Nations Convention on conditions for Registration of Ships):

Een schip is elk zeegaand vaartuig, met eigen voortstuwing, dat gebruikt wordt voor internationale scheepvaart om goederen, passagiers of beide te vervoeren, met uitzondering van vaartuigen kleiner dan 500 brutoregisterton
- Internationaal verdrag inzake hulpverlening (International Convention on Salvage):

Vaartuig betekent elk schip of voertuig, of elke constructie die in staat is te navigeren
- Haagse Regels (International Convention for the Unification of Certain Rules of Law relating to Bills of Lading):

Een schip is elk vaartuig gebruikt voor het vervoer van goederen over zee
- Verdrag van Athene van 1974 betreffende het vervoer van passagiers en hun reisgoed over zee (Athens Convention Relating to the Carriage of Passengers and their Luggage by Sea Athene):

Een schip betekent alleen een zeegaand vaartuig, met uitzondering van een luchtkussen voertuig
- Internationaal Verdrag inzake wettelijke aansprakelijkheid voor schade door verontreiniging door olie (International Convention on Civil Liability for Oil Pollution Damage):

Een schip is elk zeegaand en zeevarend voertuig, van welke aard dan ook, geconstrueerd of aangepast voor het vervoer van olie in bulk, waarbij aangenomen wordt dat een schip dat in staat is olie en andere lading te vervoer en slechts dan beschouwd wordt als schip, als die feitelijk olie in bulk als lading vervoert, en gedurende de erop volgende reis, tenzij aangetoond wordt dat het geen restanten van die reis met olie in bulk nog aan boord heeft
- Rijnvaartpolitiereglement, I, Hoofdstuk 1, Art. 1.01, definieert een schip als:

een binnenschip met inbegrip van een klein schip en een veerpont, zomede een drijvend werktuig en een zeeschip
In het Nederlandse Burgerlijk Wetboek (Boek 8, Art. 1) wordt onder schepen verstaan:
alle zaken, geen luchtvaartuig zijnde, die blijkens hun constructie bestemd zijn om te drijven en drijven of hebben gedreven.
In Artikel 6 wordt dit aangevuld met:
Voor de toepassing van het derde, het vierde en het vijfde lid van dit artikel wordt onder schip mede verstaan een schip in aanbouw.
In het Nederlandse Binnenvaartpolitiereglement, (Deel 1, Hoofdstuk I, Art. 1.01) wordt onder een schip verstaan:
elk vaartuig met inbegrip van een vaartuig zonder waterverplaatsing en een watervliegtuig, gebruikt of geschikt om te worden gebruikt als een middel van vervoer te water
In het Belgische Algemeen Politiereglement voor de Scheepvaart op de Binnenwateren, (Deel 1, Hoofdstuk I, Art. 1.01 onder a) wordt onder een schip of boot verstaan:
elk vaartuig met inbegrip van een voorwerp zonder waterverplaatsing en een watervliegtuig, gebruikt of geschikt om te worden gebruikt als een middel van vervoer te water

### Zeeschepen, zeevissersschepen en binnenschepen
In de artikelen 2 en 3 van Boek 8 wordt een onderscheid gemaakt naar zeeschepen, zeevissersschepen en binnenschepen.
- Zeeschepen: schepen die als zeeschip te boek staan in de openbare registers, bedoeld in afdeling 2 van titel 1 van Boek 3 , en de schepen die niet te boek staan in die registers en blijkens hun constructie uitsluitend of in hoofdzaak voor drijven in zee zijn bestemd.
- Zeevissersschepen: zeeschepen, die blijkens hun constructie uitsluitend of in hoofdzaak voor de bedrijfsmatige visvangst zijn bestemd.
- Binnenschepen: schepen die als binnenschip te boek staan in de openbare registers, bedoeld in afdeling 2 van titel 1 van Boek 3 , en de schepen die niet te boek staan in die registers en blijkens hun constructie noch uitsluitend noch in hoofdzaak voor drijven in zee zijn bestemd.

## Financiering
De kostprijs van een nieuw containerschip (boven 10.000 TEU) ligt tussen 140 en 180 miljoen Amerikaanse dollars. Een tweedehands schip kan soms voordeliger zijn, aangezien de aankoopprijs beduidend lager ligt. Het is aan de rederij (of scheepseigenaar) om te bepalen of een tweedehands schip aan te kopen voordeliger is dan een nieuw schip te kopen. De criteria hiervoor zijn kostprijs, levensduur, staat van het schip en de lading die het schip zou vervoeren. Een schip dat bijvoorbeeld meststoffen zou vervoeren, heeft meer onderhoud nodig dan als het graan zou vervoeren, omdat meststoffen het scheepsstaal vlugger beschadigt.
Gezien het hoge bedrag kiezen de rederijen voor twee soorten financieringen: ondernemingsfinanciering en eigen financiering. Ondernemingsfinanciering kan gebeuren via verzekeringsmaatschappijen, pensioenfondsen, financiële instellingen of trusts. Wanneer een financiële instelling geheel of gedeeltelijk verantwoordelijk is voor de financiering van een nieuw of tweedehands schip verwacht deze instelling elke vooraf bepaalde termijn een aflossing van de schulden. Nadat deze termijn afgelopen is, zal de scheepseigenaar een laatste grote som overmaken ten voordele van de financiële instelling, de zogenaamde balloon payment. Nadat alle schulden zijn voldaan, zal het schip volledig ter beschikking zijn van de scheepseigenaar of rederij.
Eigen financiering vindt plaats door eigen vermogen, kasstroom en partnerschap. Partnerschap (gedeelde eigendom) gebeurt in samenwerking met een andere onderneming, waardoor zij mede-eigenschap verwerven van het aan te kopen schip. Rederijen maken meer winst op de verkoop van eigen schepen dan van hun operationele winsten. Wanneer de gemiddelde leeftijd van een schip 25 jaar is, blijft een schip gemiddeld 10 jaar binnen dezelfde onderneming. Door de winst van de verkoop van hun schip is een groot deel van de kostprijs van een nieuw schip al voldaan.
Een schip kan aangekocht worden om nooit binnen dezelfde onderneming operationeel te zijn, maar die geleaset wordt door een andere onderneming. Dit is de meest gebruikte vorm binnen de scheepvaart.

## Geschiedenis

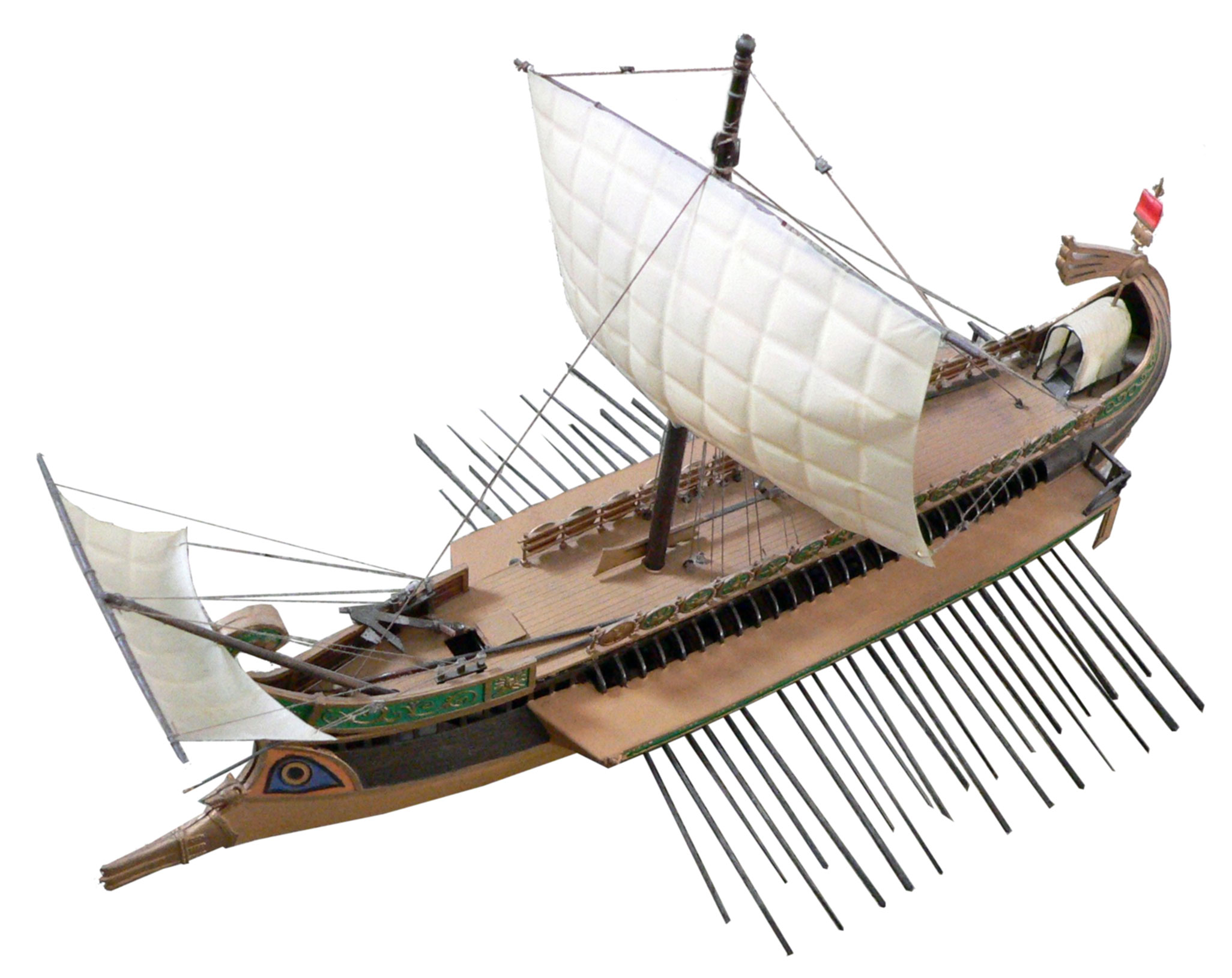
Een Romeins trireem.

### Prehistorie en vroege historie
De eerste vaartuigen zoals boomstamkano's, huidboten en vlotten werden aangedreven door spierkracht of door stroming van het water. De Egyptenaren waren de eersten die grotere schepen bouwden. De uitvinding van het zeil leidde tot het zeilschip, waardoor langere reizen mogelijk werden. De oude culturen uit het Midden-Oosten vervoerden goederen met handelsschepen over rivieren langs kusten. Vooral de Feniciërs stonden als een zeevarend volk bekend. De scheepvaart werd vooral in de buurt van kusten bedreven omdat de navigatiemogelijkheden nog zeer beperkt waren. De Polynesiërs wisten daarentegen met astronavigatie, maar ook door de weg op open zee te vinden met de richting van de passaatwinden, grote delen van de Stille Oceaan te bereizen en te koloniseren.
Op de Middellandse Zee was in de antieke tijd de politieke dominantie vaak met de heerschappij op zee verbonden. Belangrijke Griekse oorlogsschepen waren de trireme, afgeleid van het Griekse woord τριηρεις, die met behulp van riemen werden voortgestuwd en voorzien waren van ramstevens.
In de eerste eeuw werd het stevenroer ontwikkeld in het Chinees keizerrijk.

### Middeleeuwen
De Vikingschepen domineerden Noord-Europa in de Vroege Middeleeuwen. Het langschip werd ook gebruikt door Engelse, Duitse, Friese en Franse kooplieden. Door de invoering van het stevenroer in dit gebied rond 1200 begon er onderscheid te komen tussen voor- en achtersteven. De karveelbouw, waarbij de planken of delen met de zijkanten stuitend tegen elkaar zijn geplaatst, was al vroeg bekend in China, in het oude Egyptische rijk en bij de Feniciërs. In de Middeleeuwen werd het algemeen in het Middellandse Zeegebied toegepast en vandaar uit verspreidde deze bouwwijze zich via Zuid-Europa naar het noorden.
In de Hanzetijd was de kogge het belangrijkste schip voor overzeese handel in Noord-Europa. In dezelfde tijd ontwikkelde China onder admiraal Zheng He extreem grote zeilschepen, waarmee mogelijk een reis om de wereld is gemaakt.
Ook de eerste Europese ontdekkers als Ferdinand Magellaan, Columbus en Vasco da Gama gebruikten zeilschepen als het karveel en de kraak.

### Grote Zeilvaart

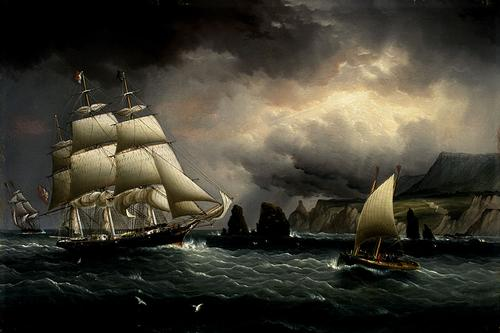
De klipper Flying Cloud.

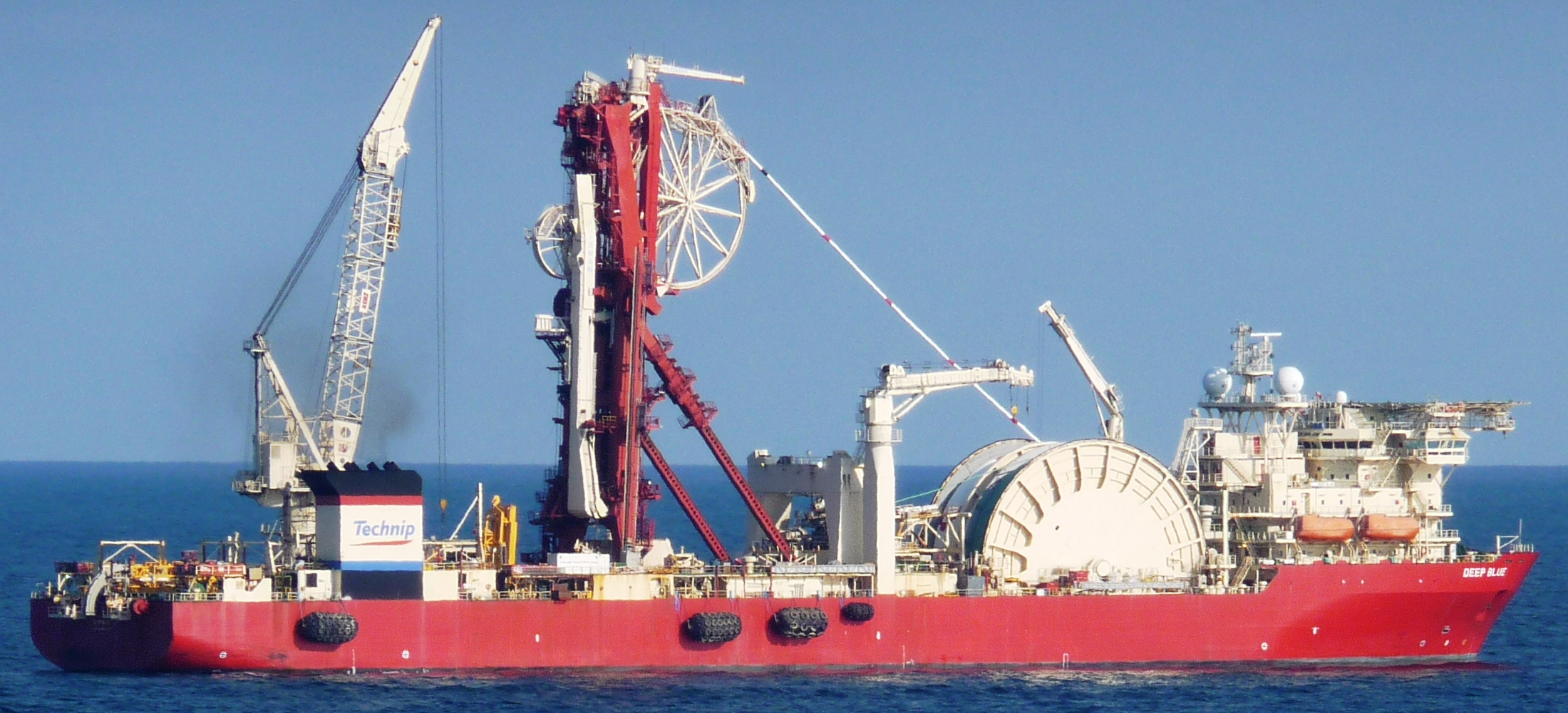
De Deep Blue van Technip. Dit schip kan pijp leggen vanaf een reel via de J-lay-methode.
Het aantal schepen is in de laatste eeuw niet alleen enorm toegenomen, maar er is ook een toenemende specialisatie ontstaan.

De overgang van de Middeleeuwen naar de Vroegmoderne Tijd zag het tijdperk van de grote ontdekkingen. Met de uitvinding van de scheepsrust kreeg het want meer spreiding, waardoor dat de tuigage hoger kon worden. Hierdoor kon er sneller gereisd worden en konden langere reizen gemaakt worden. Doordat de takels werden verbeterd en door de verspreiding van het bezaanzeil, alsook het feit dat de scheepswerven als een industrie werden opgezet, ontstonden grote zeemachten als Spanje, Portugal, de Republiek en Engeland die naast elkaar en achtereenvolgens de macht- en handelspolitiek tot in de in negentiende eeuw bepaalden. Meer dan honderd jaar lang vonden er geen wezenlijke verbeteringen plaats aan de grote schepen die de wereldzeeën bevoeren. Paradoxaal genoeg werd het zeilschip geperfectioneerd onder druk van de opkomende mechanische scheepvaart. Zo kwam het tot de glorietijd van de klipper en de windjammer.

### Mechanische scheepvaart
Door de uitvinding van de stoommachine konden de eerste mechanisch aangedreven schepen ontworpen worden. De eerste stoomschepen waren uitgerust met een scheprad. Dit werd opgevolgd door de efficiëntere schroef. En de bouw van oorlogsschepen leidde ook bij civiele schepen tot het gebruik van stalen rompen.
Het eerste dieselmotorschip was gelijk het eerste dieselelektrische schip, de riviertanker Vandal uit 1903. De Nederlandse tanker Vulcanus uit 1910 was het eerste zeegaande motorschip. In de decennia daarna zou de dieselmotor steeds grotere vermogens produceren met een grotere efficiëntie dan de stoomturbine, waardoor rond 1960 de meeste schepen met een dieselmotor werden gebouwd. Hoewel het tot de oliecrisis van 1973 zou duren voordat er afgestapt werd van het gebruik van stoomturbines op grote schaal, was dit het begin van het einde van het stoomtijdperk. Tegenwoordig maakt 99% van de schepen gebruik van dieselmotoren voor de voortstuwing. De stoomturbine wordt tegenwoordig alleen nog gebruikt bij schepen met atoomvoortstuwing.
Veel marineschepen worden voortgestuwd door een gasturbine vanwege het lage gewicht ten opzichte van het vermogen en vanwege de snelle acceleratie die hiermee mogelijk is. Door Egidius Elling werd in 1903 de eerste gasturbine gebouwd die meer vermogen produceerde dan deze nodig had. Het eerste schip dat hiermee werd uitgerust was een omgebouwde Motor Gun Boat MGB 2009 van de Royal Navy in 1947.
Tegenwoordig maakt men voor aandrijving vooral gebruik van dieselmotoren en turbines. Schepen worden op een werf gebouwd. Na het voltooien van de romp volgt de tewaterlating, waarna het schip wordt afgebouwd. Reparaties aan schepen gebeuren meestal in een dok, dit is dan hoofdzakelijk voor het gedeelte dat zich onder water bevindt tijdens de vaart, maar kleine reparaties en tijdelijke noodreparaties worden ook door duikers uitgevoerd.
Het vliegverkeer heeft de grote oceaanschepen verdrongen voor het intercontinentale passagiersvervoer. Maar schepen zijn uit kostenoverwegingen het belangrijkste vervoermiddel gebleven voor bulkgoederen en stukgoed. Bulktransport neemt het grootste deel in van de scheepvaart, terwijl stukgoed tegenwoordig vooral in containers wordt vervoerd. De grootste schepen zijn de mammoettankers die meer dan 300.000 ton olie kunnen vervoeren. Moderne vrachtschepen hebben een dienstsnelheid van rond de 10 (18.52 km/uur) tot 25 knopen (46 km/uur).